# Ludo Vandamme
Ludo Vandamme (Brugge, 4 november 1958) is een Belgisch historicus en bibliothecaris bij de Openbare Bibliotheek Brugge (erfgoedbibliotheek).

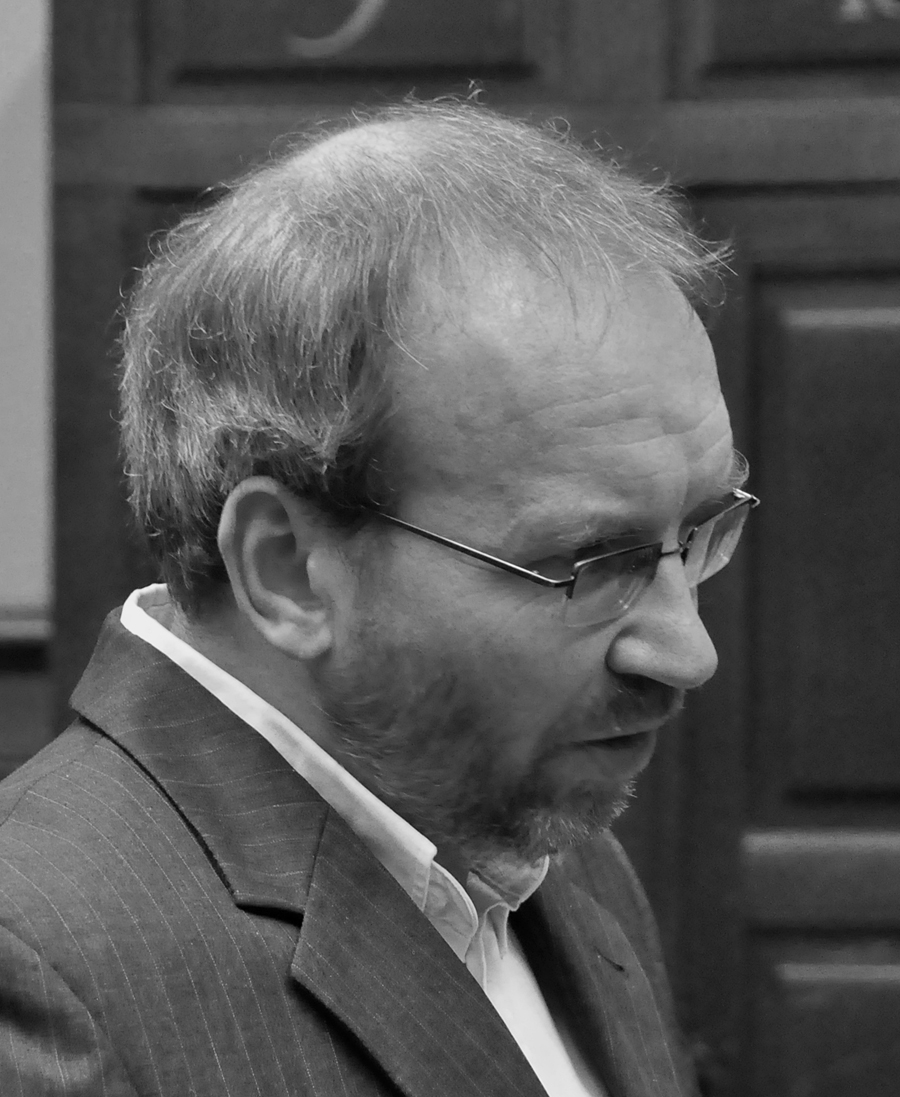
Ludo Vandamme

## Levensloop
Vandamme behaalde een licentie moderne geschiedenis (KULAK / KUL, 1982) en een graduaat bibliotheek- en documentatiewetenschappen (Brugge, HRTO, 1988). Hij volgde postacademische opleidingen Bibliologie (Brussel, Koninklijke Bibliotheek, E. Cockx-Indestege) en Introduction à la bibliographie matérielle (Lyon, Institut d’histoire du livre, Neil Harris).
In 1994-95 was hij projectmedewerker van het Opbouwwerk Heuvelland en stadsarchivaris van Ieper.
Sinds 1995 is hij wetenschappelijk medewerker van de Openbare Bibliotheek Brugge en beheert hij de erfgoedcollecties (handschriften en oude drukken) van deze instelling. Eind 2021 ging hij met pensioen.
Hij is beleidsmatig actief als voorzitter van de expertencommissie voor de erfgoedwerking in Brugge en in de commissies Kunsten en Erfgoed van de Vlaamse overheid. Hij werkte ook mee aan de voorbereiding tot oprichten van de Vlaamse Erfgoedbibliotheek die op 1 januari 2009 van start ging. 
Hij publiceert, richt tentoonstellingen in en houdt voordrachten, lezingen, inleidingen, vormingscycli en rondleidingen over onder meer boekgeschiedenis, historische leescultuur, conservatie van historische boekencollecties, geschiedenis van Brugge, en de Opstand van de Nederlanden in de 16de eeuw.
Vandamme is
- bestuurslid van het Genootschap voor Geschiedenis te Brugge en redacteur boekbesprekingen van de Handelingen van het Genootschap
- samensteller-redactiesecretaris van het tijdschrift Biekorf
- mede-oprichter van de historisch-genealogische vereniging Westhoek vzw
- opsteller van de Bibliografie van de 'Franse Nederlanden' (Stichting Ons Erfdeel) van 1990 tot 2006.
- ondervoorzitter van CORES, het in 2008 opgericht competentieplatform voor conservatie en restauratie van boeken en archief.
- begeleider van de Werkgroep Huizengeschiedenis (Stadsarchief Brugge) sinds 1995
- lesgever aan de opleiding (Specialisatie) Stadsgids Brugge (CVO Miras, voorheen: Toerisme Vlaanderen - Hotelschool Spermalie Brugge) sinds 2007.

## Publicaties
- (in samenwerking met Willy Le Loup), Reizen in den geest : de boekenwereld van Guido Gezelle, Brugge, 1988
- Schatten uit De Biekorf: Europese cultuur in postincunabelen, 1501-1540, Brugge, 1992
- (in samenwerking met John A. Rosenhøj), Brugge diamantstad: diamanthandel en diamantnijverheid in Brugge in de 15de en de 20ste eeuw, Brugge, 1993
- Een Protestantse familie tijdens de Opstand: brieven aan Jacob Martens, koopman en burgemeester van Sint-Winnoksbergen ca. 1572-1583, 1993
- (in samenwerking met Noël Geirnaert), Brugge: een verhaal van 2000 jaar, Brugge, 1996
- (in samenwerking met Noël Geirnaert), Bruges: two thousand years of history, Brugge, 1996
- Uitgelezen bloemen: botanische boeken en orchideeënprenten uit Brugse verzamelingen, Brugge, 1997
- Troebele tijden voor de Onze-Lieve-Vrouwekerk 1578-1584, 1997
- (in samenwerking met Heidi Deneweth & Jan D'Hondt), De Oude Steen: bouw- en bewoningsgeschiedenis van huis nummer 29 aan de Wollestraat in Brugge, (Leven in oude huizen 1), Brugge, 1997
- (in samenwerking met Marc Ryckaert & André Vandewalle), Bruges: l'histoire d'une ville européenne, Brugge, 1999
- (in samenwerking met Noël Geirnaert), Bruges, 2000 ans d'histoire, Brugge, 1999
- Maurits Smeyers 1937-1999, in: Vlaanderen, Jrg. 48 (1999) nr. 3, p. 163-164
- Controlled Atmosphere Technology voor de historische bibliotheekcollectie van de Openbare Bibliotheek Brugge, in: Bibliotheek- en archiefgids, Jrg. 75 (1999) nr. 4, p. 151-157
- (in samenwerking met Dirk Imhof), Een stad vol boeken: bibliotheken en leescultuur in Brugge in de 16de eeuw, Brugge, 1999
- (in samenwerking met Marleen M. Dewulf & Martine Monteyne), Oude drukken, dode letter? : de vele gezichten van het oude boek, Brugge, 2001
- Het Vlaamse kustgebied tussen Middeleeuwen en de Nieuwste Tijd (16de-18de eeuw), in: Vlaanderen, Jrg. 49 (2000) nr. 3, p. 152-155
- Marcus Gheeraerts 1521-ca.1587: een enigmatische renaissancekunstenaar, in: Vlaanderen, Jrg. 51 (2002) nr. 1, p. 15-17
- (in samenwerking met Laurent Busine), Besloten wereld, open boeken: Middeleeuwse handschriften in dialoog met actuele kunst, Brugge, 2002
- (in samenwerking met Laurent Busine), Le vaste monde à livres ouverts: manuscrits médiévaux en dialogue avec l'art contemporain, Brugge, 2002
- (in samenwerking met Brigitte Beernaert & Jan D'Hondt), Découvrir Bruges à travers 33 histoires, Brugge, 2002
- (in samenwerking met Brigitte Beernaert & Jan D'Hondt), Brügge entdecken in 33 geschichten, Brugge, 2002
- (in samenwerking met Brigitte Beernaert & Jan D'Hondt), Descubra Brujas: 33 relatos del casco antiguo, Brugge, 2002
- (in samenwerking met Jan D'Hondt), Grafstenen op papier: grafschriftenverzamelingen in Brugse archieven en bibliotheken, Brugge, 2003
- (in samenwerking met Lori Van Biervliet & Andries Van den Abeele), The founding fathers: het bibliotheeklandschap in Brugge omstreeks 1800, Brugge, 2004
- (in samenwerking met Brigitte Beernaert & Jan D'Hondt), Isaac: leven en werk van een veelzijdig Brugs figuur, Brugge, 2005
- (in samenwerking met Filip Cremers, Willy Le Loup & Jan D'Hondt), Daveluy : woord en beeld in Brugge, 19de eeuw, Oedelem, 2005
- (in samenwerking met Noël Geirnaert & Anja Gevaert), Elke dag wijzer: Brugse almanakken van de 16de tot de 19de eeuw, Brugge, 2006

Ludo Vandamme is actief:
- voor de zorg om de mensenrechten via de lokale groep 204 Amnesty International
- in het oudercomité van KSA-Rooigem
- voor de derde-wereldwerking via de wijkwerking NCOS-11.11.11.

- Gemeinsame Normdatei: 188450912
- International Standard Name Identifier: 0000 0000 3376 3312
- Library of Congress Control Number: n97125938
- Nationale Bibliotheek van Tsjechië: jo2017950684
- Nationale Bibliotheek van Israël: 987007406235005171
- Nederlandse Thesaurus van Auteursnamen: 074826913
- Système universitaire de documentation: 070164002
- Virtual International Authority File: 53443791
- WorldCat: E39PBJth4MJK6B4F9XYtCcxMT3